# 171465 Evamaria
171465 Evamaria è un asteroide della fascia principale. Scoperto nel 1960, presenta un'orbita caratterizzata da un semiasse maggiore pari a 3,8977111 UA e da un'eccentricità di 0,2228180, inclinata di 10,94708° rispetto all'eclittica.